# Ден Хамхјус
Данијел Ден Хамхјус (енгл. Daniel Dan Hamhuis; Смитерс, 13. децембар 1982) професионални је канадски хокејаш на леду који игра на позицији одбрамбеног играча.
На НХЛ драфту одржаном 2001. одабрала га је екипа нешвилских Предатора као 12. пика у првој рунди. Након 8 сезона проведених у Предаторсима (и њиховој филијали Адмиралсима у АХЛ лиги), у сезони 2010/11. као слободан играч прелази у редове Ванкувер канакса где и данас игра. Највећи успех у клупској каријери остварио је управо у сезони 2010/11. када је са канадским клубом играо финале Стенли купа.
Са сениорском репрезентацијом Канаде освојио је титулу светског првака 2007, те светску бронзу на првенствима 2008. и 2009. године. Ипак највећи успех остварио је на Зимским олимпијским играма 2014. у Сочију где је освојио златну медаљу.

## Клупска каријера
Хамхјус започиње играчку каријеру 1998. у јуниорској Western Hockey League у екипи Искошени текстКугуарса из града Принс Џорџ (Британска Колумбија). Три године касније излази на драфт НХЛ лиге где га је као 12. пика у првој рунди одабрала екипа нешвилских Предаторса, а први професионални уговор са екипом потписао је 7. јула 2002. године. Одмах по потписивању уговора прослеђен је на усавршавање у АХЛ филијалу Предаторса, у екипу Милвоки адмиралса. Прву професионалну сезону у Адмиралсима окончао је са 74 одигране утакмице, уз учинак од 6 голова и 24 асистенције.
У НХЛ лиги дебитовао је већ наредне сезоне (сезона 2003/04), а први гол у лиги постигао је у утакмици против Блуза играној 16. октобра 2003. године (победа од 4:1). Сезону је окончао са 7 голова и 26 поена у 82 утакмице, као трећи дебитант лиге по ефикасности. Предаторси су те сезоне по први пут у клупској историји успели да се пласирају у плеј-оф, а Хамхјус је у утакмицама против Ред вингса у првом колу доигравања додао још две асистенције.
Због штрајка играча НХЛ сезона 2004/05. није одржана те је хамхјус ту сезону провео у Милвоки адмиралсима у АХЛ-у. Већ наредне сезоне враћа се у Предаторсе са којима је продужио уговор на још једну сезону, а одличне партије које је пружао током те сезоне донеле су му и нови, четворогодишњи уговор вредан 8 милиона долара (потписан 21. септембра 2006).
Непосредно пре окончања уговора са Предаторсима, његов тим је покушао да уговори трејд, прво са Флајерсима, а потом и са Пенгвинсима. Међутим у оба случаја преговори су завршили неуспехом, а Хамхјус као слободан играч 1. јула 2010. потписује шестогодишњи уговор са Ванкувер канаксима вредан 27 милиона америчких долара.
Већ на самом почетку сезоне у новом клубу доживео је неугодну повреду стопала због које је пропустио 8 утакмица. Први погодак у дресу ванкуверског тима постигао је након санације повреде, у утакмици против Мејпл лифса играној 13. новембра (победа Канакса од 5:3). У утакмици против Дакса играној 9. фебруара услед ударца противничког играча доживео је тежак потрес мозга због којег је био ван леда готово месец дана. На терен се вратио почетком марта постигавши два гола у победи 4:3 против Којота. Лигашки део те сезоне екипа Канакса је окончала на првом месту на табели што јој је донело први у историји Президент куп, а екипа је у доигравању успела да дође до финалне утакмице Стенли купа. Током прве утакмице финалне серије против Бостон бруинса Хамјус је доживео нову повреду, овај пут препоне након судара са Миланом Лучићем, повреде која је уједно значила и крај сезоне за њега. Током те сезоне одиграо је укупно 64 утакмице у регуларном делу сезоне и 19 утакмица у плеј-оф серији уз учинак од укупно 29 поена (7 голова и 22 асистенције).

## Репрезентативна каријера
Први наступ у репрезентативном дресу забележио је на светском првенству за играче до 20 година 2001, а потом и наредне 2002. године. на оба такмичења Канада је освојила медаље, прво бронзу, а потом и сребро.

За сениорску репрезентацију Канаде дебитовао је на Светском првенству 2006. у престоници Летоније Риги. На том турниру одиграо је свих 9 утакмица и остварио учинак од 4 гола и 4 асистенције (Канађани су освојили 4. место). Већ наредне године у Москви освојио је титулу светског првака, а у финалу је савладана селекција Финске са 4:2.
Био је део олимпијског тима своје земље на Зимским олимпијским грама 2014. у Сочију на којем је селекција Канаде освојила златну олимпијску медаљу. На олимпијском турниру Хамхјус је одиграо 5 утакмица и није остварио статистички учинак.